# Actias sjöqvisti
Actias sjöqvisti är en fjärilsart som beskrevs av Felix Bryk 1948. Actias sjöqvisti ingår i släktet månspinnare, och familjen påfågelspinnare. Inga underarter finns listade i Catalogue of Life.